# Bretagnolles
Bretagnolles é uma comuna francesa na região administrativa da Normandia, no departamento de Eure. Estende-se por uma área de 3,74 km². Em 2010 a comuna tinha 208 habitantes (densidade: 55,6 hab./km²).